# Bahamaische Fußballnationalmannschaft der Frauen
Die bahamaische Frauenfußballnationalmannschaft ist eine Auswahlmannschaft der Bahamas Football Association, die die Bahamas auf internationaler Ebene bei Frauen-Länderspielen vertritt. Die Mannschaft nahm bislang nur an der Karibikmeisterschaft und an der Qualifikation zum CONCACAF W Championship teil, jedoch nicht am CONCACAF W Championship selbst oder an Weltmeisterschaften. Derzeitige Trainerin ist Cherlindria Thompson.

## Geschichte
Ihr erstes Spiel absolvierte die Mannschaft bei der Karibikmeisterschaft 2000. Das Spiel gegen Bermuda wurde mit 3:0 verloren. Nach einer weiteren Niederlage im Rückspiel schied das Team in der Vorrunde aus. Bei der Qualifikation zum CONCACAF Women’s Gold Cup 2002 verlor die Mannschaft gegen Haiti, die Dominikanische Republik und St. Lucia und verpasste damit bereits in der ersten Qualifikationsrunde die Teilnahme am Turnier. Bei der Qualifikation zum CONCACAF Women’s Gold Cup 2006 hätten die Bahamas gegen die Turks- und Caicosinseln spielen sollen, zogen ihre Teilnahme jedoch vorher zurück. Die nächste Teilnahme an einem Qualifikationsturnier erfolgte erst im Rahmen der Qualifikation zum CONCACAF W Gold Cup 2024. Nach einem Unentschieden und einer Niederlage gegen die Amerikanischen Jungferninseln und zwei Niederlagen gegen Grenada belegte die Mannschaft in Gruppe C3 den letzten Tabellenplatz.

## Turniere

### Weltmeisterschaft
- 1991 bis 2023 – nicht teilgenommen

### CONCACAF W Championship / Gold Cup
- 1991 bis 2000 – nicht teilgenommen
- 2002 – nicht qualifiziert
- 2006 – Teilnahme zurückgezogen
- 2010 bis 2022 – nicht teilgenommen
- 2024 – nicht qualifiziert

### Karibikmeisterschaft
- 2000 – Vorrunde
- 2014 bis 2018 – nicht teilgenommen